# Jundiaí
Jundiaí Jundiaí là một thành phố và khu tự quản bang São Paulo, Brasil. Dân số năm 2009 là 349.929 người, và diện tích là 433,958 km ². Độ cao là 761 m. Khoảng cách là 60 km về phía bắc của thành phố São Paulo.

## Lịch sử và địa lý
Thành phố được thành lập ngày 14 tháng 12, năm 1655, khi làng được nâng cấp. Sự đô thị hóa đầu tiên của nó đã được thực hiện vào năm 1657. Jundiaí có biên giới với Várzea Paulista, Campo Limpo Paulista, Franco da Rocha, Cajamar, Pirapora do Bom Jesus, Cabreúva, Itupeva, Louveira, Vinhedo, Itatiba và Jarinu. Tên của thị trấn đến từ tiếng Tupi, và nó có nghĩa là nơi jundiá (cá có ngạnh ", Rhamdia quelen loài).
Jundiaí có được một sự tăng trưởng dân số dốc, phần lớn được thúc đẩy bởi một sự thay đổi của người dân từ các Megalopolis của São Paulo, tìm kiếm các điều kiện sống tốt hơn.

## Du lịch
Serra làm Japi (dãy núi Japi), nằm về phía đông nam thành phố, là một công viên tiểu bang có một khu bảo tồn thiên nhiên với một trong những khu vực rừng lớn nhất trong tiểu bang São Paulo, với cảnh quan đẹp và nhiều cơ hội cho du lịch sinh thái, khách sạn lớn các trang trại và thể thao cấp tiến.
Phần Jundiahy là một khu vực lịch sử trong số các con sông Jundiai, Guapeva và Mato. Nó là một khu phố giàu có với những ngôi nhà vườn ưa thích, và một cộng đồng nhỏ kinh doanh truyền thống.